# Kengo Kawamata
Kengo Kawamata (jap. 川又 堅碁, Kawamata Kengo; * 14. Oktober 1989 in Saijō, Präfektur Ehime) ist ein japanischer Fußballspieler.

## Karriere

### Verein
Kawamata begann in seiner Grundschulzeit mit dem Fußball beim Verein Shū SS, dann für den Fußballclub seiner Mittelschule Tōyo-Ost (~-Higashi), sowie später den der Komatsu-Oberschule. Gleichzeitig erhielt er 2006 eine Sondererlaubnis für den Zweitligisten Ehime FC zu spielen. Nach seinem Schulabschluss wurde er vom Erstligisten Albirex Niigata verpflichtet und dabei 2010 dem brasilianischen Verein Grêmio Catanduvense ausgeliehen und 2012 dem japanischen Fagiano Okayama. Von 2014 bis 2016 spielte er für den ErstligistenNagoya Grampus. 2017 wechselte er zum Erstligisten Júbilo Iwata nach Iwata. Bis Ende 2019 spielte er 73 Mal in der ersten Liga und schoss dabei 26 Tore. 2020 unterschrieb er einen Vertrag beim JEF United Ichihara Chiba. Der Club aus Ichihara spielt in der zweiten Liga des Landes, der J2 League.

### Nationalmannschaft
2015 debütierte Kawamata für die japanische Fußballnationalmannschaft. Mit der japanischen Nationalmannschaft qualifizierte er sich für die Fußball-Ostasienmeisterschaft 2015.